# ダホメの女性軍団

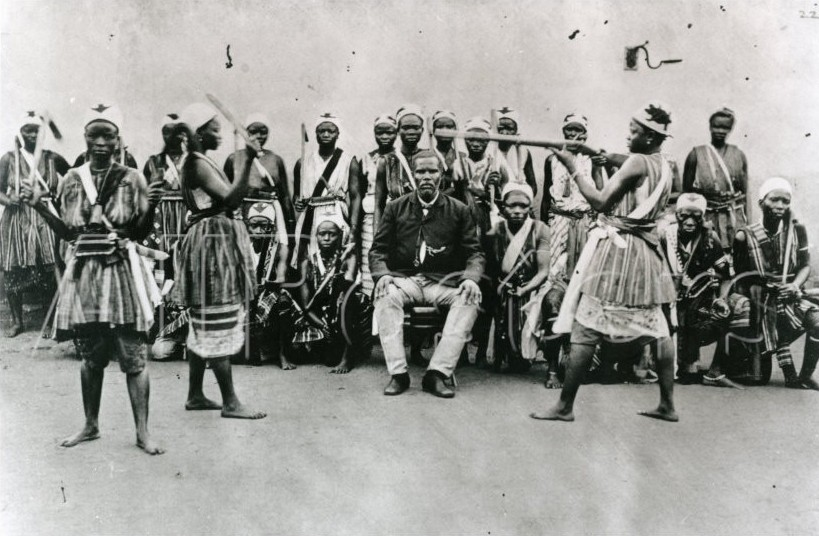
1890年頃のダホメの女性軍人達

ダホメの女性軍団（ダホメのじょせいぐんだん、フォン語：Agojie, Agoji, Mino, Minon）、別名アゴジェ、アゴジあるいはミノ、ミノンとは17世紀から19世紀後半の時期にダホメ王国（現在西アフリカのベナン）に存在していた全員が女性の軍隊の連隊である。これは近代史において唯一の女性軍隊であった。ギリシャ神話に出てくる女性軍隊になぞらえてヨーロッパの人々からダホメのアマゾンと呼ばれることもあった。しかしながら、現在ではこの「アマゾン」という呼称は「植民地主義的であるだけでなく、彼女たちを例外的な女性として見るものであるため好ましくない」と考えられている。 
女性のみで構成された軍隊が出現した理由としては、増加する頻繁な近隣の西アフリカ諸国との暴動や戦争によりダホメ王国の男性の多くが死傷したためである。この状況のせいで、地域における奴隷制が廃止されるまで、ダホメ王国は西アフリカ地域で奴隷を交易品として用いていたオヨ王国とともに奴隷交易を率いる一国となった。男性人口の不足のせいでダホメ王国国王は女性を徴兵するに至ったようだ。さらに注目するべきなのは女性の軍隊の編成は、オヨに対する男性奴隷の毎年の強制的な貢納に対する報復と工作であったということである。 

## 始まり
ダホメ王国第3代国王のウェグバジャは、最初はグベトと呼ばれる象狩りの軍団として、後にミノとなるグループを始めたと言われている。
ウェグバシャの娘のハングベ女王(在位1716年～1718年)は女性のボディガードを初めて雇った。ヨーロッパの商人がこの存在を記録している。史実によると彼女の弟であり継承者であったアガジャ王は1727年の隣国サビ王国への勝利において軍隊をうまく活用した。 女性軍隊はダホメの男性軍人からフォン人の言葉で「我らが母」を意味するミノという名前で呼ばれた。 他の出典には、アガジャ王の姉のハングベが部隊を設立した統治者であったという主張を否定しているものもあり、さらにはハングベの存在を否定までする者もいる。
ゲゾ王 (在位1818～1858) の時代からダホメはより軍国的になった。ゲゾは軍をとても重要視しており、軍事への予算を増やし軍の構造を儀式的なものからより実践的なものに作りかえた。ヨーロッパの伝記が女性兵士のことを「アマゾン」と呼ぶのに対し、彼女たちは自分たちのことをアホシ（王の妻たち）またはミノ（私たちの母たち）と呼んだ。18世紀には800-900名ほどであった女性兵士は、ゲゾ王の即位後に増え、19世紀半ばには3000-8000人程度まで増えた。

## 徴兵と軍隊生活

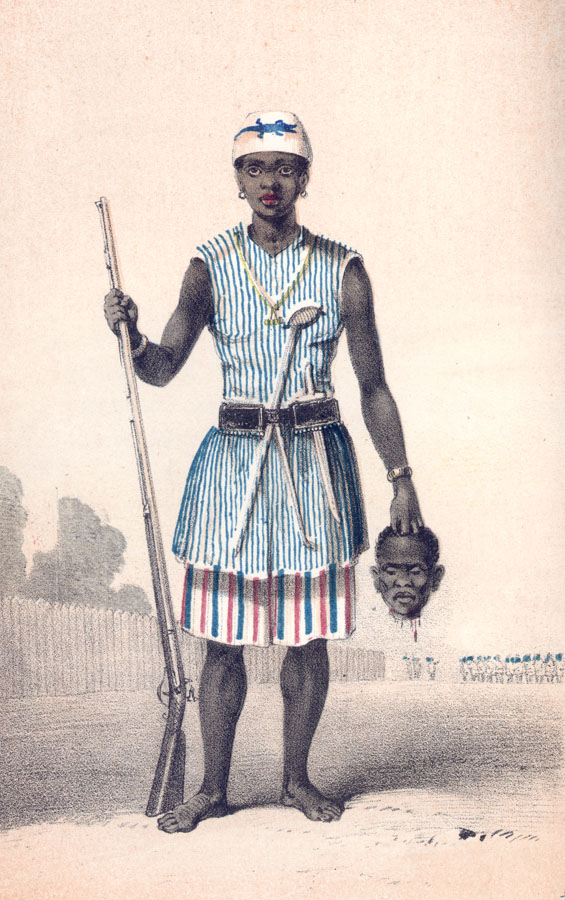
フレデリック・エドウィン・フォーブズによる女性軍団のリーダー、セー＝ドン＝ホン＝ベーの絵（1851年）

ゲゾ王は外国人捕虜から男性と女性の両方を兵士として徴兵した。また、女性兵士は自由身分のダホメ人女性からも登用されており、中には8歳という若さで入隊する少女もいた。他の記録では女性兵士は時に100人規模にもなる、アホシ（王の妻たち）から徴兵されていたことが示されている。 女性達の夫や父親が彼女たちの行動について王に訴えた場合に不本意に徴兵される女性たちがいた一方で、フォン人社会の女性には自主的に兵士になる者もいた。
女性軍団の一員となることで、戦争に必要とされる好戦的な性格が育て上げられると考えられていた。女性軍団に所属している間、軍人たちは子どもを設けること、家庭に入ることが許されなかった（法的には王と婚姻関係を結んでいたが）。軍人の多くは処女であった。この隊は半神聖的な地位を有し、ヴォドゥンに対するフォン人の信仰と絡み合っていた。口承によるダホメ王国の伝統では、徴兵の際、ダホメの女性軍人たちは女性器切除を受けたとされる。
女性兵士は厳しい身体訓練によって鍛え上げられた。軍人たちは訓練によってサバイバルスキルと痛みや死に動じない心構えを身に着け、軍事演習ではアカシアの棘でできた防護柵に突撃し、捕虜の処刑を行った。服装は「現代的な女性戦士の描写にありがちな、ほぼ水着のようなセクシーな格好ではなく、長いパンツを履き、チュニックを着て、キャップを被っていた」と考えられている。 
個人の能力強化のために構築された環境下で、女性軍団に従軍することは女性に「指揮権と影響力のある地位へと昇り詰める」機会を与えた。また、女性兵士は裕福で高い地位を有していた。

## 政治的役割
女性兵士は王国の法律を話し合うにあたり、大評議会で重要な役職に就いていた。1840年から1870年の間（対抗勢力が崩壊したとき）女性兵士の大多数は揃ってアベオクタのエグバ人との講和を結ぶことを支持し、代わりに小規模で防御力の弱い部族を攻撃することを主張した。これにより彼女たちとアベオクタへの猛攻撃を支持する男性軍人の同僚たちは対立した。女性軍団と同盟を結んだ民間人の議会議員たちもまたイギリスとのより強固な商業的関係を望み、奴隷貿易よりもパーム油貿易を優先させた。
議会から離れた場でもダホメの年間行事にはパレードや、軍隊の閲兵式といったものが含まれており、軍隊は王に忠誠を誓ったのだった。年中行事の27日目のお祝いの日には、アゴジェが「砦」を攻撃し、中の奴隷を「捕らえる」といった模擬戦が行われていて、この習慣はフランチェスコ・ボルゲーロという聖職者の日記に記されている。

## 戦闘と軍隊構造

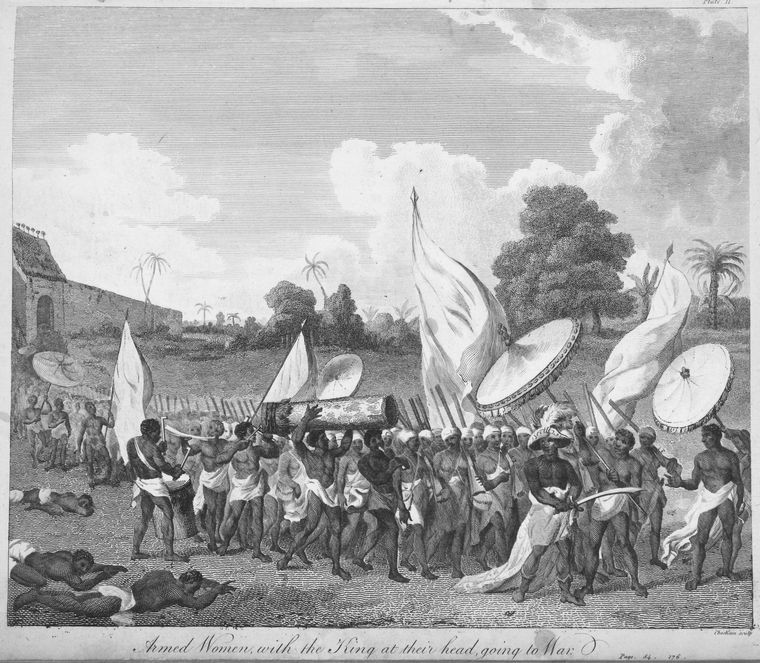
王を戴いて出陣するダホメの女性兵士たち（1793年）

来訪者によって書かれた記録によると、19世紀中頃までに人数は1000人から6000人にまで増加し、ダホメ国全体の軍の3分の1を占めるまでになった。また、そうした記録によると女性軍人達は戦争下における戦闘力と勇敢さの面で男性軍人よりも一貫して優れていた。マスケット銃の扱いに優れており、これについてはヨーロッパからのさまざまな訪問者が女性軍人の銃の腕前を称賛した記録が残っている。
女性軍は国軍全体と並行してそれぞれ別の指揮官の下に編成され、中央翼（国王護兵）の両側には個別の指揮官を持った部隊が配置された。各男性軍人がそれぞれ一人の女性軍人と組んでいたという記録もある。19世紀中ごろのイギリスの観察者の記述によると、両足に3本の白い縞を入れた女性は名誉の証である勲章を与えられた軍人であったそうだ。
女性軍はいくつかの隊で構成されていた。女性狩猟家部隊、女小銃手部隊、 刈り取り部隊、射手部隊、そして砲撃部隊である。各隊が異なる制服や武器を持ち、隊それぞれに指揮官が就いていた。
後の時代になると、ダホメの女性軍人たちはウィンチェスターライフルや棍棒、ナイフを用いて武装していた。各部隊は女性指揮官の管理下に置かれた。1851年に出版された女性たちの戦いの鬨の声の翻訳では、戦士たちはこのように唱えたと言われている。「鍛冶屋が鉄の棒を手に取り、火を用いてそのかたちを変えたように私たちも自分たちのかたちを変えたのだ。もはや私たちは女性ではない、男性である」。

## フランスとの衝突

### 第1次フランス=ダホメ戦争
ヨーロッパは19世紀後半に急速に西アフリカの植民地化を推し進めた。1890年、ベハンジン王はフランス勢力との戦闘を開始し第1次フランス=ダホメ戦争となった。ヨーロッパから来た観測者は、ダホメの女性たちが近接戦で「見事にさばいた」が、フリントロック式銃を肩で構えて発砲するのではなく腰で発砲していたと記録している。
女性兵士は、コトヌーでは何千人ものダホメ人（多くの女性兵士を含む）がフランス戦線に攻撃を仕掛け、白兵戦では守備兵として戦い、これは主要な戦闘となった。女性兵士は完敗し、数百のダホメ軍が撃ち殺された。報告によると129人の戦士がフランス戦線での近接戦にて死亡した。

### 第2次フランス=ダホメ戦争
第2次フランス=ダホメ戦争の終戦までに女性兵士の特殊部隊はフランス将校を標的にするよう指示された。 数回の抗戦ののち、フランス側が第2次フランス=ダホメ戦争に勝利し、独立国ダホメ王国は滅ぼされた。フランス兵士、特にフランス外国人部隊は女性軍人たちの大胆さに感銘を受け、のちに彼女たちの戦闘における「素晴らしい勇気と大胆さ」について書き残している。

はるかに優れた武器と長い銃剣を用いる敵軍に対し、ダホメ王国の女性兵士は勝つことができなかった。第2次フランス=ダホメ戦争下、1892年10月6日のフランス兵とのアデゴンの戦いの間、フランス兵の銃剣突撃ののち、女性兵士の軍の大半が数時間のうちに白兵戦により倒された。ダホメ軍は86人の正規兵と417人の女性兵士を失い、これら多くの死者は銃剣によるものだった。フランス側は6名の兵士を失った。

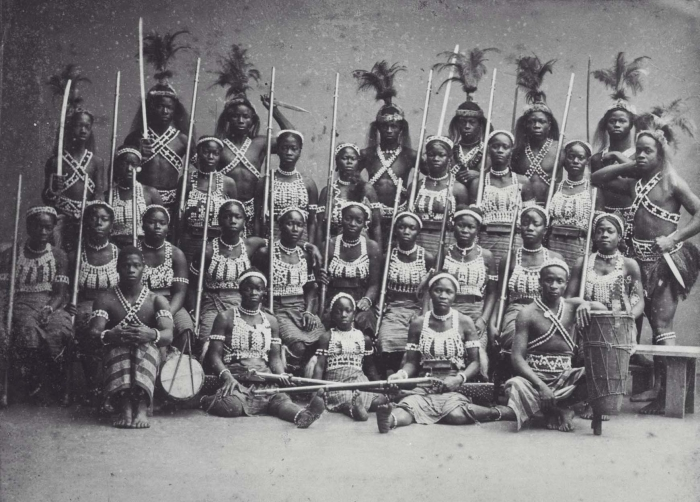
1891年にパリに滞在したダホメの女性兵士の一団

## 解体とその後

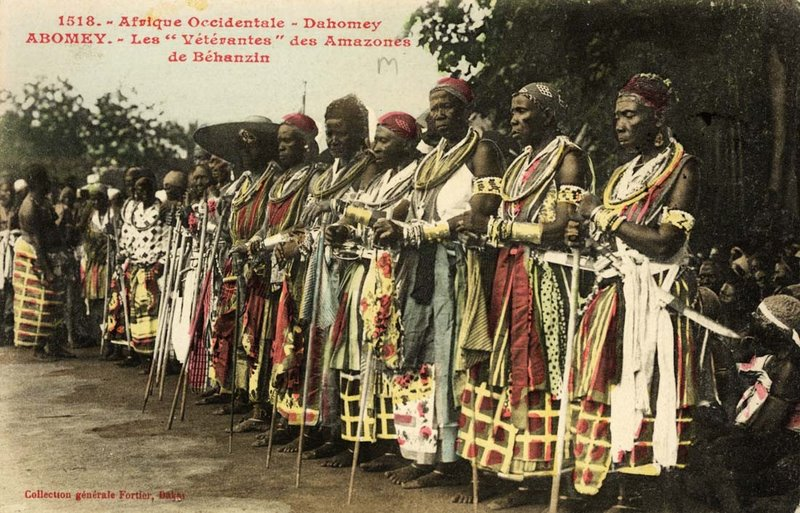
1908年にアボメイで実施された、毎年恒例の退役軍人の集い

軍隊は、1894年にダホメがフランスの保護国になった際に解体された。 口頭伝承によると、生き残った女性兵士の中には密かにアボメイにとどまり、そこで多数のフランス兵をこっそり暗殺した者がいたという。また、女性兵士たちはベハンジンの弟アゴリ＝アグボを守る誓いを立て、護衛のためその妻のふりをしていたという話もある。
結婚して子どもを生んだ女性もおり、一方で独身のまま過ごした女性もいた。20数名に及ぶ元女性兵士のその後の人生をたどった歴史家によると、その全てが退役軍人としての生活に適応するのに苦労していた。多くはケンカや口論で近隣住民や親類を怯えさせる傾向があった。
1934年から1942年の間にアボメイを訪れたイギリスの旅行者複数名が元女性兵士と会った時のことを記録しており、その当時はこうした女性たちは既に年老いていて、綿紡ぎをしたり、中庭で休んだりしていたという。軍が解体された後も実際に伝統を受け継ぐため、はっきりとはわかっていないが複数の女性がダホメの女性軍団メンバーから訓練を受けていたという。こうした女性たちが戦いを実際に経験することはなかった。2019年頃にルピタ・ニョンゴがこうした女性たちの中でまだ生存していた人物をテレビのドキュメンタリーである Warrior Women with Lupita Nyong'o のためにインタビューした。

### 最後の女性兵士ナウィ
ダホメの女性軍団の最後の生き残りはナウィという名前の女性だと考えられている。1978年にキンタの村で行われたインタビューで、ベナンの歴史家がナウィに会っており、ナウィは1892年のフランスとの戦いに参加したと主張していた。ナウィは1979年に100歳をゆうに超える年齢で死亡した。

## メディアへの登場
ジュール・ヴェルヌの小説『征服者ロビュール』(1886) ではダホメの女性兵士のことが言及されている。
1971年のヴェルナー・ヘルツォーク監督によるドイツ映画『コブラ・ヴェルデ』にも少しだけダホメの女性兵士が登場する。
2015年にUNESCOはUNESCO Series on Women in African History（アフリカ史の女性シリーズ）の一部としてコミック The Women Soldiers of Dahomey を刊行した。これは私的使用や教室での公的使用を目的として作られた作品である。アフリカにおけるヨーロッパの植民地支配と関連付けて女性兵士の物語を語り、現在のベナン共和国に女性兵士が残した文化的伝統に触れて終わっている。
レイヨン・グレイの戯曲 The Dahomey Warriors（2017年にBlack Spartaとして初演、後に改題）はダホメの女性兵士を主な題材としている。
マーベル・コミックのキャラクターであるブラックパンサーの護衛をつとめる女性戦士集団ドーラ・ミラージュはダホメの女性兵士たちをヒントにしている。ドーラ・ミラージュは2018年の映画『ブラックパンサー』にも登場した。
2020年のドラマ『ラヴクラフトカントリー 恐怖の旅路』第7話「私は私」で、ヒッポライタは異なる世界に移動させられてしまい、ダホメの女性兵士になる。
ダホメの女性戦士はジーナ・プリンス＝バイスウッド監督による2022年のアメリカの歴史もの叙事詩的映画『ウーマン・キング 無敵の女戦士たち』の主題である。
ヴァネッサ・ライリーによる2022年の小説 Sister Mother Warrior にダホメの女性兵士が登場する。

## 関連文献
- Bay, Edna G. Wives of the Leopard: Gender, Culture, and Politics in the Kingdom of Dahomey. Charlottesville, 1998.
- Burton, Richard, A Mission to Gelele, King of Dahome. London, 1864.
- D'Almeida-Topor, Hélène. Les Amazones, Une armée de femmes dans l’Afrique précoloniale. Paris: Editions Rochevignes, 1984.
- Edgerton, Robert B. Warrior Women: The Amazons of Dahomey and the Nature of War.  Boulder: Westview Press, 2000.

- Forbes, Frederick E. Dahomey and the Dahomans, Being the Journals of Two Missions to the King of Dahomey and the Residence at his Capital in the Years 1849 and 1850. Longman, Brown, Green,and Longmans. 1851.
- Grossman, D. On Killing: The Psychological Cost of Learning To Kill in War and Society. New York: Back Bay Books / Little, Brown and Company, 1995, ISBN 0-316-33011-6, pp. 175.
- Holmes. R. Acts of War: the behavior of men in battle. New York: Free Press, 1985.
- Newark, Tim, and Angus McBride. Women Warlords: An Illustrated Military History of Female Warriors. Blandford Press, 1989, ISBN 0-7137-1965-6.
- Peukert, W. Der Atlantische Sklavenhandel von Dahomey, 1740–1797. Wiesbaden, 1978 (in German).